# Euphorbia cyparissioides
Euphorbia cyparissioides är en törelväxtart som beskrevs av Ferdinand Albin Pax. Euphorbia cyparissioides ingår i släktet törlar, och familjen törelväxter. Inga underarter finns listade i Catalogue of Life.